# يان باتلر
يان باتلر (بالإنجليزية: Ian Butler)‏ (1 فبراير 1944 في المملكة المتحدة - ) هو لاعب كرة قدم بريطاني في مركز جناح ‏. شارك مع منتخب إنجلترا تحت 18 سنة لكرة القدم. أما مع النوادي، فقد لعب مع نادي بارنسلي ونادي روذرهام يونايتد ونادي يورك سيتي وهال سيتي وبريدلينغتون تاون ‏.

## وصلات خارجية
- يان باتلر على موقع قاعدة بيانات كرة القدم.إي يو (الإنجليزية)